# Communauté de communes Les Rives de la Laurence
La communauté de communes Les Rives de la Laurence est un établissement public de coopération intercommunale (EPCI) français, situé dans le département de la Gironde, en région Nouvelle-Aquitaine.
La communauté de communes participe au Pays du Cœur de l'Entre-deux-Mers.

## Historique
La communauté de communes a été créée par arrêté préfectoral en date du 18 décembre 2000.
Initialement nommée Communauté de communes du secteur de Saint-Loubès, l'intercommunalité a été renommée à la suite d'une délibération du conseil communautaire du 24 juin 2021 et un arrêté préfectoral du 29 octobre 2021. 
Son nom évoque le cours d'eau qui la traverse. 

## Territoire communautaire

### Géographie
Située au centre  du département de la Gironde, la communauté de communes Les Rives de la Laurence regroupe 6 communes et présente une superficie de 81,6 km2.

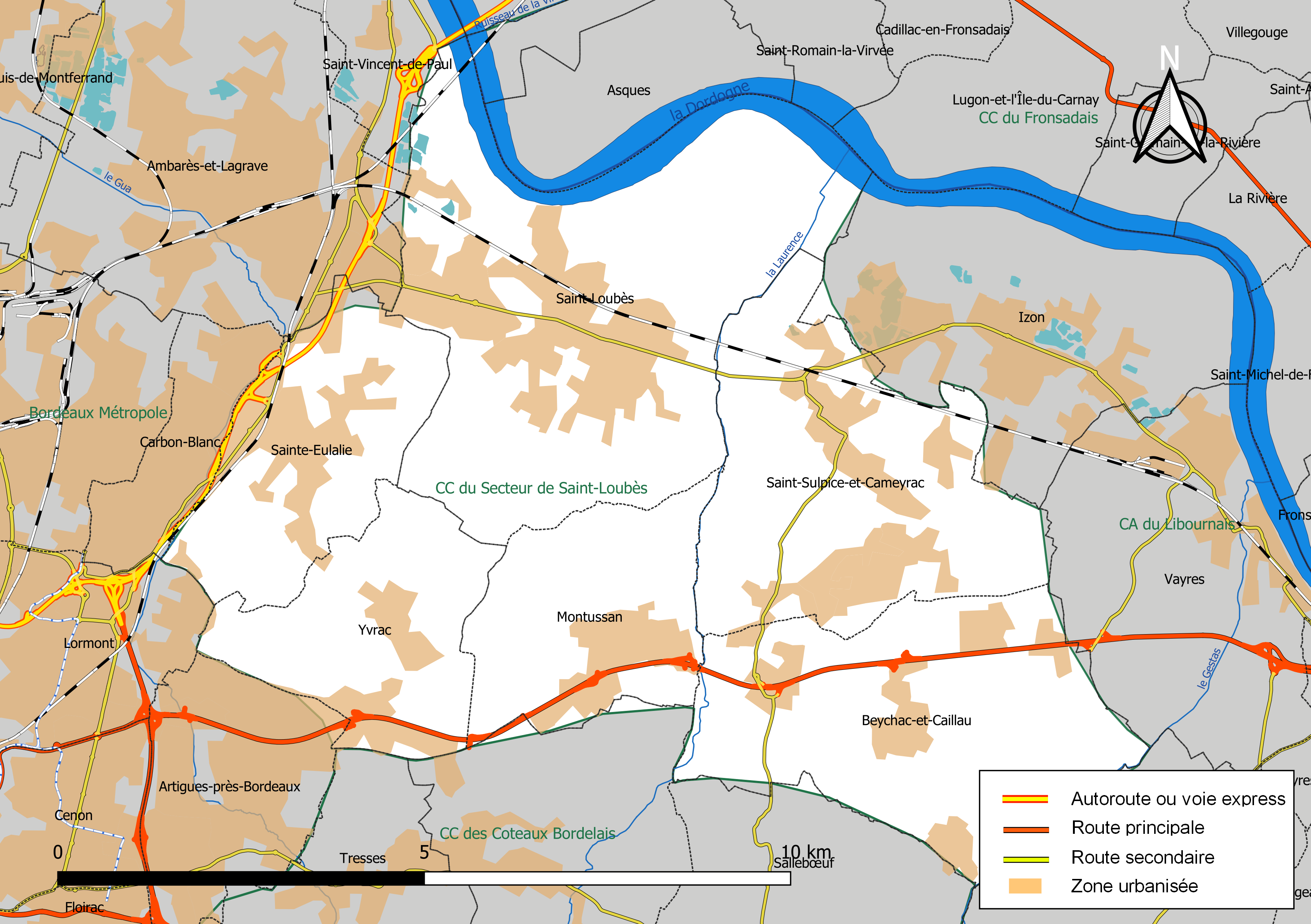
Carte de la communauté de communes Les Rives de la Laurence au 1er janvier 2019.

### Composition

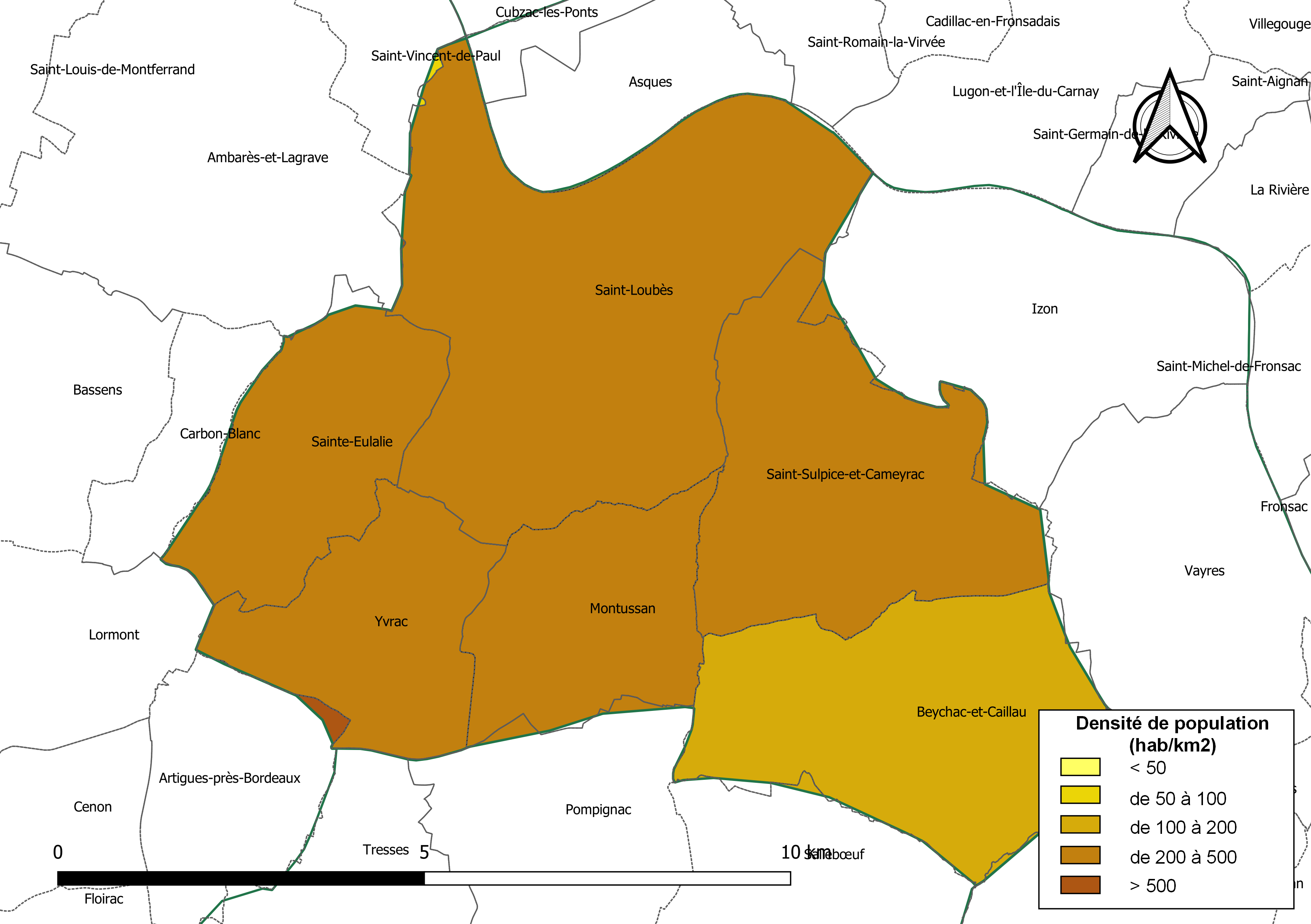
Carte des densités de population (millésimée 2016) des communes de la communauté de communes Les Rives de la Laurence. Composition en communes au 1er janvier 2019.

La communauté de communes est composée des 6 communes suivantes :

| Nom                       | Code Insee | Gentilé                  | Superficie (km2) | Population (dernière pop. légale) | Densité (hab./km2) |
| ------------------------- | ---------- | ------------------------ | ---------------- | --------------------------------- | ------------------ |
| Saint-Loubès (siège)      | 33433      | Loubésiens               | 25,07            | 10 057 (2022)                     | 401                |
| Beychac-et-Caillau        | 33049      | Beychacais-et-Caillalais | 15,62            | 2 608 (2022)                      | 167                |
| Montussan                 | 33293      | Montussanais             | 8,3              | 3 506 (2022)                      | 422                |
| Saint-Sulpice-et-Cameyrac | 33483      | Saint-Sulpiciens         | 15,04            | 4 879 (2022)                      | 324                |
| Sainte-Eulalie            | 33397      | Eulaliens                | 9,06             | 4 922 (2022)                      | 543                |
| Yvrac                     | 33554      | Yvracais                 | 8,48             | 2 901 (2022)                      | 342                |

### Démographie
| 1968  | 1975   | 1982   | 1990   | 1999   | 2006   | 2011   | 2016   | 2022   |
| ----- | ------ | ------ | ------ | ------ | ------ | ------ | ------ | ------ |
| 9 604 | 12 456 | 16 933 | 19 356 | 21 366 | 23 236 | 24 742 | 26 622 | 28 873 |

## Politique et administration
L'administration de l'intercommunalité repose, à compter du renouvellement général des conseils municipaux de mars 2014, sur 17 délégués titulaires, à raison de deux délégués par commune membre, sauf Saint-Loubès qui en dispose de cinq et Saint-Sulpice-et-Cameyrac et Sainte-Eulalie qui en disposent de trois chacune.
| Période                                  | Période  | Identité          | Étiquette | Qualité                             |
| ---------------------------------------- | -------- | ----------------- | --------- | ----------------------------------- |
| Les données manquantes sont à compléter. |          |                   |           |                                     |
| 2000                                     | 2014     | Serge Roux        | PS        | Maire de Saint-Loubès (1971-2008)   |
| avril 2014                               | 2020     | Philippe Garrigue | PS        | Maire de Beychac-et-Caillau (2008-) |
| 2020                                     | En cours | Frédéric Dupic    | PS        | Maire de Montussan                  |

## Compétences
Le groupement est compétent pour :
- Action de développement économique (soutien des activités industrielles, commerciales ou de l'emploi, soutien des activités agricoles et forestières...) (- zones d'activités industrielles, commerciales, tertiaires et artisanales : a) Nouvelle zone : Parc économique paysager du Bos Plan à Beychac et Cailleau. Zones existantes : - Saint-Loubès : ZI de la Lande et de Couvertaire - Yvrac : ZA du Grand Chemin et des Tabernottes - Beychac et Cailleau : Parc Economique Paysager du Bos Plan et ZA du Grand Cazeaux et du Lapin - Montussan : ZA Pagens - Saint Sulpice et Cameyrac : ZA Canteloup b) futures zones à développer sur le territoire communautaire. c) Actions en faveur du développement d'activités sur le territoire communautaire. d) Promotion intéressant les secteurs d'activités économique du territoire. e) Signalétique des zones d'activités existantes et futures à créer sur tout le territoire. f) Extension, renforcement et entretien du réseau d'éclairage public. )
- Aide sociale facultative (- Service d'aides ménagères à domicile. Cette compétence est transférée du SIVOM à la communauté de communes. Le service s'adresse également aux personnes handicapées âgées de moins de 60 ans.)
- Aménagement rural
- Collecte des déchets des ménages et déchets assimilés
- Création, aménagement, entretien de la voirie
- Création, aménagement, entretien et gestion de zone d'activités industrielle, commerciale, tertiaire, artisanale ou touristique
- Création et réalisation de zone d'aménagement concertée (ZAC)
- Établissements scolaires (Compétence scolaire pour les collèges du secteur : Cette compétence transférée du SIVOM à la communauté de communes a permis la reprise du passif du SIVOM généré par sa compétence scolaire.)
- Hydraulique (Compétence transférée par le SIVOM de Saint-Loubès en ce qui concerne les ruisseaux La Laurence et le Canterane et le Guä : entretien et curage par vieux fonds et vieux bords, entretien ou restauration des ouvrages (ponceaux et clapets) des berges et leur embouchure. Prise en charge des participations des communes adhérentes au Syndicat du Guä en ce qui concerne le ruisseau du Guä (Montussan, Sainte-Eulalie, Saint-Loubès, Yvrac). Pour les communes extérieures à la communauté de communes ayant un intérêt direct avec ces ruisseaux, une convention pourra être passée. )
- NTIC (Internet, câble...) (- Aménagement numérique du territoire tel que défini par l'article L1425-1 du CGCT)
- Politique du logement social (- le logement d'urgence.)
- Schéma de cohérence territoriale (SCOT)
- Schéma de secteur
- Traitement des déchets des ménages et déchets assimilés
- Transport scolaire (Transports scolaires pour les enfants fréquentant les collèges de Sainte Eulalie, de Saint-Loubès et la SEGPA de Bassens.)